# Parque Rivadavia
El Parque Rivadavia, originalmente conocido como Plaza Lezica por haber sido parte de la Quinta Lezica, es un espacio público verde que ocupa una superficie de seis hectáreas, ubicado entre la avenida Rivadavia y las calles Doblas, Chaco, Rosario y Beauchef del barrio de Caballito de la ciudad de Buenos Aires, que fue creado mediante la Ordenanza N° 2702 de la Municipalidad de la Ciudad de Buenos Aires, a partir del 10 de julio de 1928. Sus proyectistas fueron Carlos León Thays (h) y Francisco Lavecchia.
Presenta una gran arboleda, un pequeño lago artificial, el monumento a Simón Bolívar, una antigua noria (única construcción original de la época en que el parque pertenecía a la familia Lezica), un anfiteatro, juegos para niños y una pista de patinaje.
El 16 de enero de 2003 comenzaron las últimas obras de remodelación del parque que incluyeron un enrejado perimetral de 625 metros, 9 entradas, 9 puestos de seguridad, el plantado de nuevos árboles, la instalación de riego por aspersión, la ubicación de nuevos bancos y el acondicionamiento del paseo de las magnolias.

## Historia

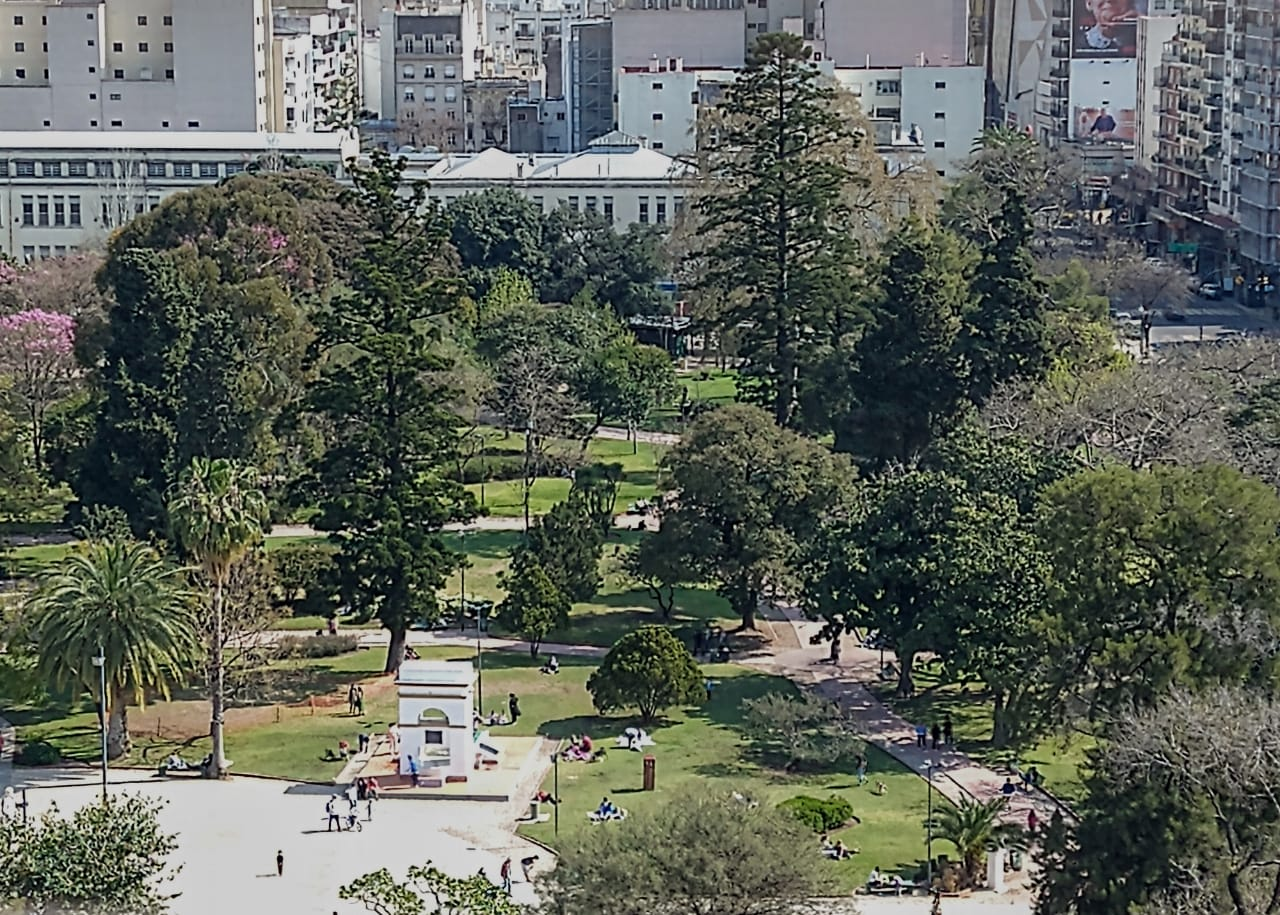

El terreno en que se encuentra el parque pertenecía a la quinta de Ambrosio Plácido de Lezica, (1811-1881), quien fue sobrino nieto de Juan de Lezica y Alquiza. Este último fue una figura relevante durante Revolución de Mayo en la Argentina, pues ocupaba en ese entonces el cargo de alcalde de primer voto en el Cabildo de Buenos Aires, y además amasó una gran fortuna que llegó -por medio de herencias- hasta las manos de Ambrosio. Habiendo ocupado importantes cargos como funcionario -entre otros, senador del Estado de Buenos Aires y juez de paz. Además tenía muchas propiedades en la Provincia de Buenos Aires y en Montevideo, curtiembres en Entre Ríos y acciones en los ferrocarriles. Pero con el correr del tiempo los negocios en los que se encontraba inmerso comenzaron a decaer, y debió vender, entre otros muchos bienes, su quinta en Caballito y las curtiembres.
La quinta de la familia Lezica era una gran triángulo delimitado por la Avenida Rivadavia, la Avenida La Plata y la calle Rosario. En 1908, ya fallecido Ambrosio Lezia, su esposa Rosa encargó al menor de los hijos, Ángel, que vendiera lo que quedaba de las posesiones territoriales, entre ellas, la vieja quinta que les sirviese de vivienda. Esta propiedad le fue ofrecida a la Municipalidad, pero no se llegó a un acuerdo. Después de muchos años, les fue expropiada por el municipio.
Mediante la Ordenanza N° 2702, a partir del 10 de julio de 1928, el terreno -reducido- se convirtió en plaza.

## Monumento a Simón Bolívar
El monumento al libertador venezolano Simón Bolívar, realizado por el escultor argentino José Fioravanti, es la principal obra de arte que presenta el parque y fue inaugurado el 28 de octubre de 1942. Es un grupo escultórico realizado en mármol blanco formado por un arco de líneas rectas de once metros de altura y veintidós metros de ancho, con una inscripción superior que dice: A Simón Bolívar, la Nación Argentina. Debajo de ella se ubica la escultura ecuestre de Simón Bolívar, hecha en bronce, que es acompañada por dos figuras en mármol blanco, a ambos lados. Cuatro bajorrelieves completan el monumento situándose dos en el frente y dos en el contrafrente.

## Esculturas

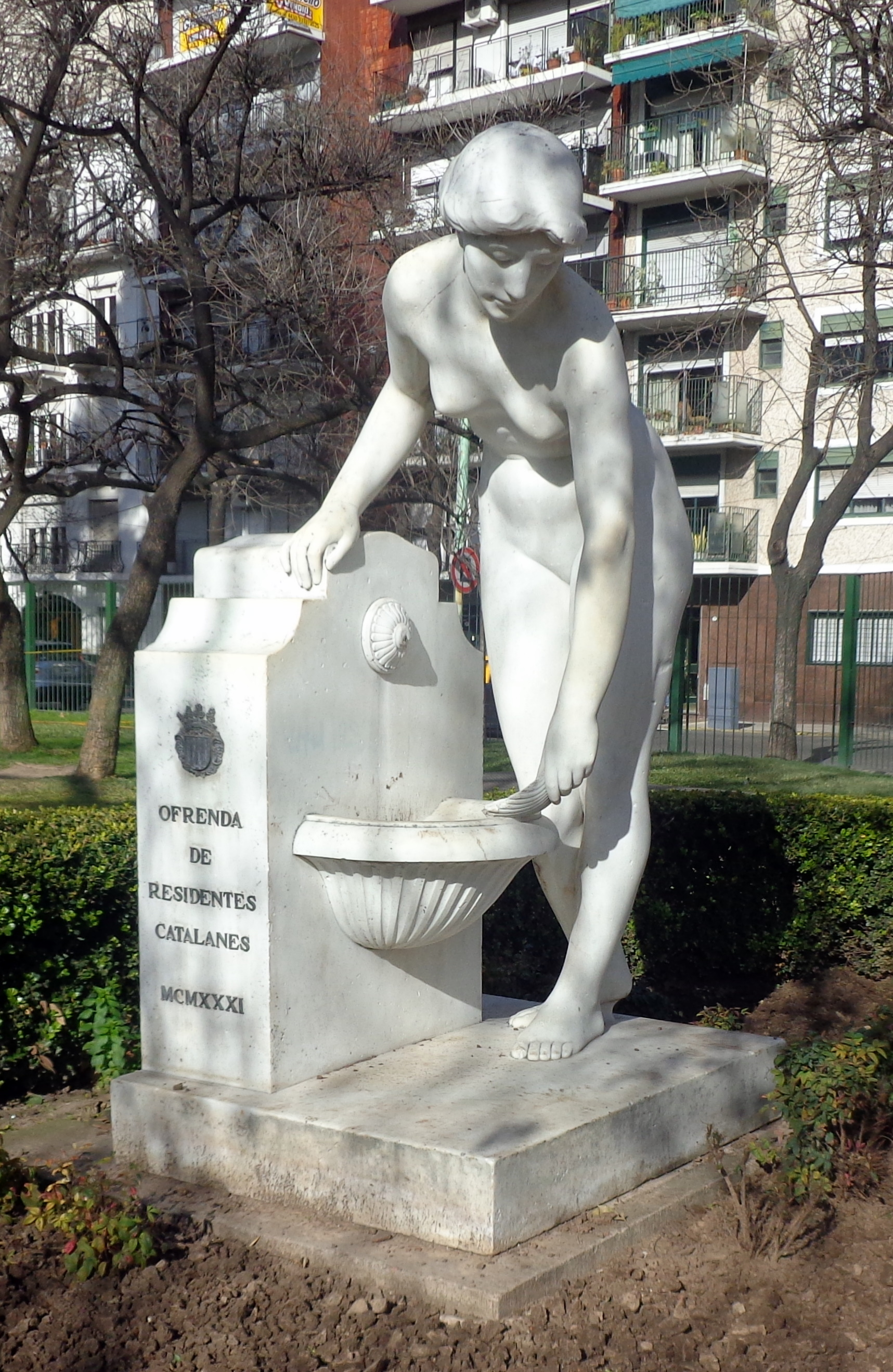
Fuente de la doncella o Fuente catalana

La Fuente de la Doncella, también conocida como Fuente Catalana, es una escultura en mármol blanco que representa en tamaño natural a una mujer desnuda sacando agua de un pilón. Fue donada por la colectividad catalana residente en la Argentina a la Ciudad de Buenos Aires, con motivo de una fiesta ofrecida por dicha comunidad a la visita al país de su autor, el artista barcelonés José Llimona Brughera. Se inauguró el 19 de julio de 1931, cerca a un ombú, donde permaneció hasta 1970, en que fue desplazada para reubicarla, en 1971, en la plaza San Martín, en donde permaneció hasta fines de 2009, cuando fue devuelta al Parque Rivadavia. El ombú fue cortado el 17 de abril de 2018   por orden de Hipólito Forno, presidente de la comuna 6, perteneciente un conjunto de barrios de la Ciudad de Buenos Aires. 
"No se saca un árbol en la ciudad sin que yo me entere", dice como carta de presentación María Angélica Di Giácomo, que creó el grupo "Basta de Mutilar Nuestros Árboles", una abogada y activista en favor de la protección del arbolado urbano.
Frente al gran ombú de una de las entradas que esta sobre la avenida Rivadavia se encuentra la escultura en piedra blanca titulada Madre, obra del escultor Luis Perlotti, donada por el "Club de Leones de Caballito".

## Actividades

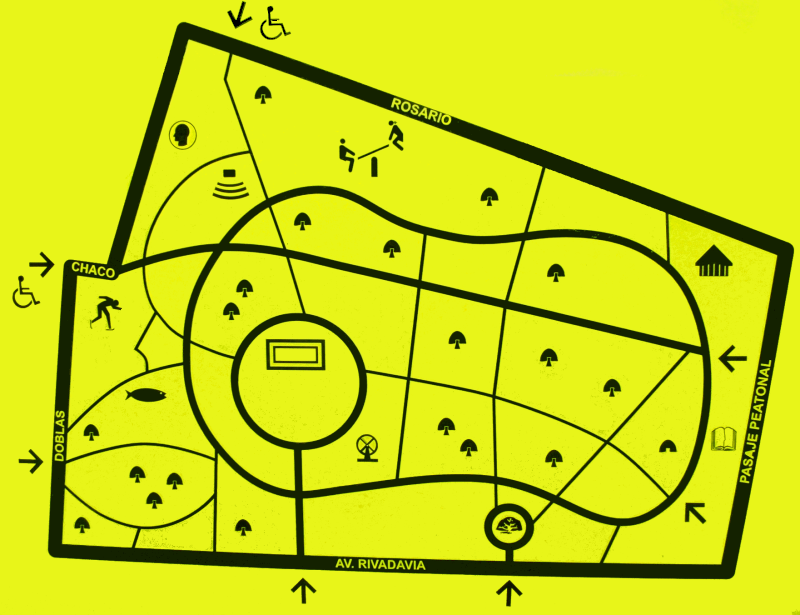
Mapa del Parque Rivadavia

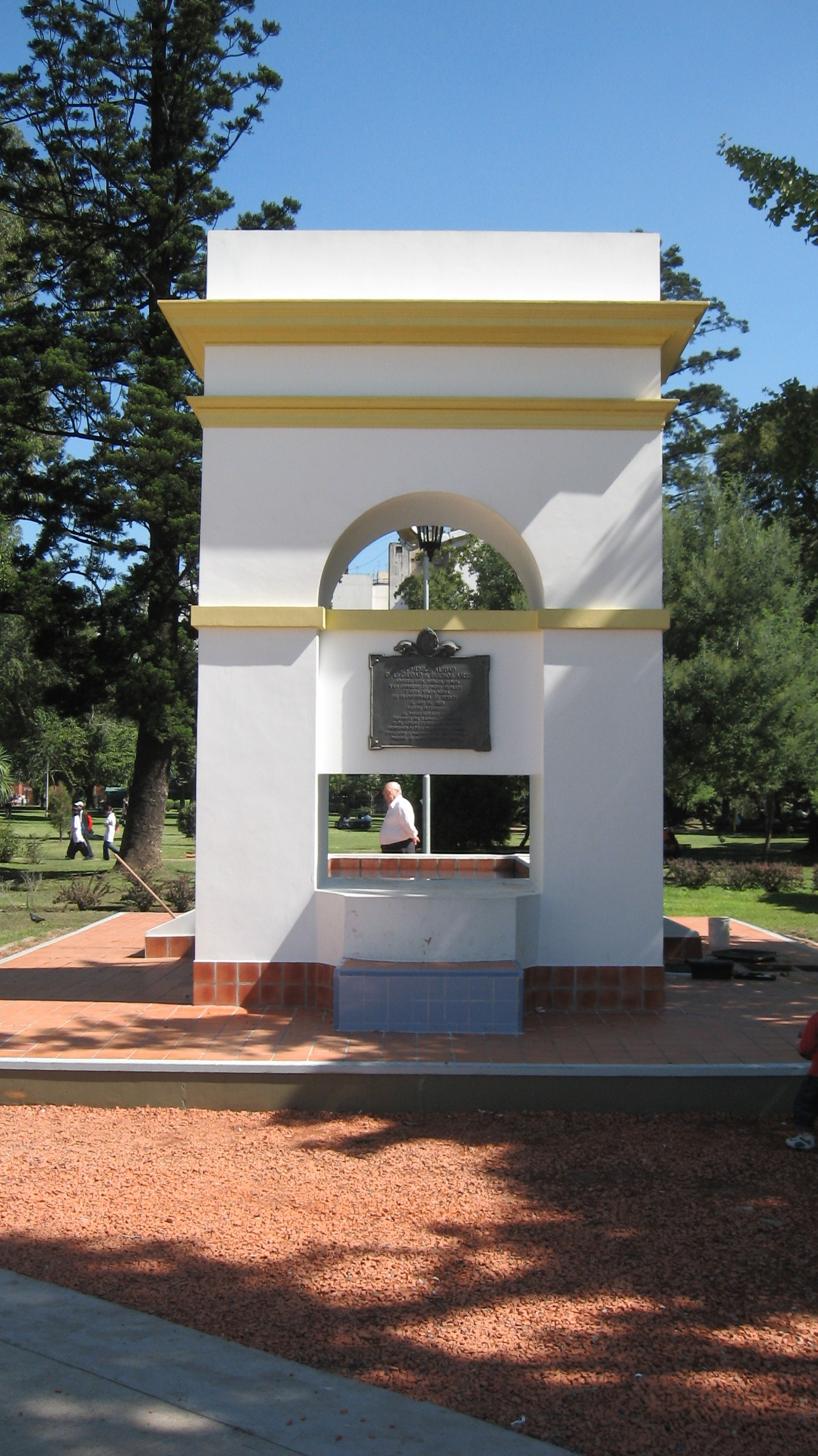
Fuente primitiva de la época de la Quinta Lezica

En el linde oeste del parque funciona una feria en donde se puede encontrar principalmente música, libros -casi todos ellos usados- (estos "libros usados" al ser en muchos casos de ediciones antiguas son casi inhallables excepto en sitios como este parque). Durante las mañanas de los días domingo funciona, bajo el gran ombú de una de las entradas principales al parque, una feria dedicada a la a la venta, compra y canje de artículos relacionados con la filatelia, numismática, acciones, tarjetas telefónicas y postales. En el extremo noroeste del parque, sobre la calle Rosario, se encuentra una calesita (tiovivo). En el anfiteatro los domingos hay espectáculos gratuitos para niños. En la semana hay grupos que realizan distintos tipos de actividades físicas al aire libre.
A partir de la década de 1980 el parque era utilizado a menudo los domingos por la mañana para la venta de copias pirata de producciones discográficas, en particular relacionadas con el Heavy metal, así como también fanzines y discos de vinilo usados. Con el correr de los años fue aumentando la cantidad de vendedores y tipos de productos en venta (que ahora incluyen juegos para computadoras y consolas de videojuegos) hasta que la crisis económica del país durante 2002 llevó a la cantidad de gente presente a niveles insostenibles. Esto, sumado a la falta de obras de infraestructura desde hacía tiempo, llevó al enrejado del parque y la realización de las reformas mencionadas con anterioridad.
Desde 2011 hasta el año 2017, se realizaban competencias de Freestyle. La competencia se llamaba El Quinto Escalón pero esta finalizó en el año 2017 con la gran final a la cual asistieron freestylers de otros países. En estos últimos años, se ha convertido en uno de los eventos más importantes de la hip hop underground en Argentina, además de otras competencias como Halabalusa o Freestyle Las Vegas.[cita requerida]